# Calidota cubensis
Calidota cubensis är en fjärilsart som beskrevs av Augustus Radcliffe Grote 1866. Calidota cubensis ingår i släktet Calidota och familjen björnspinnare. Inga underarter finns listade i Catalogue of Life.